# Barry Weiss
Barry Weiss (nascido em 11 de fevereiro de 1951 (74 anos), em Demarest, Nova Jersey, Estados Unidos) é um executivo da música americana. Ele atuou como presidente e CEO da Island Def Jam Music Group e Republic Records de 2011 a 2014, RCA/Jive Label Group de  2008 a 2011 e também foi o CEO de seus constituintes a Jive Records, de 1991 a 2011. As duas empresas estavam sob a alçada da Sony Music Entertainment. Weiss é  conhecido como uma força importante na carreira de Britney Spears, Backstreet Boys, 'N Sync, entre muitos outros.

## Jive Records e RCA/Jive Label Group
Em 1981 Clive Calder começou sua primeira gravadora, a Jive Records, que lançou dança britânica e música pop, como Q-Feel, A Flock of Seagulls e Tight Fit. Em 1982, Calder foi apresentado a um jovem, Barry Weiss, recém-saído da faculdade na Universidade de Cornell. Por sua entrevista de emprego com Calder, Weiss tomou Calder para hip-hop e clubes de negros em toda Nova Iorque, demonstrando a sua consciência aguda da cena no momento. Calder ficou imediatamente impressionado e contratou-o para digitalizar os dados de vendas de em todo o país em busca de atos desconhecidos com vendas significativas. Juntos, Weiss e Calder tranformaram a Jive em hip-hop e rap, um verdadeiro império em toda a década de oitenta.
Weiss continuou trabalhando para Jive em várias capacidades ajudando a estabelecer tais atos de grande sucesso pop como Britney Spears, Usher, Backstreet Boys, Justin Timberlake, 'N Sync e T-Pain. Quando Calder procurou retirar-se do negócio e vendeu a Zomba Records para a Bertelsmann, Weiss foi nomeado chefe da resultante Zomba Label Group em 2004. Em 2008, Weiss foi substituído pelo executivo musical Clive Davis como presidente do BMG Label Group, que foi renomeado para RCA/Jive Label Group no início de 2009. Weiss deixou a empresa em março de 2011. Mais tarde naquele ano a Sony Music passou por uma grande reestruturação em que vários artistas da Jive Records foram transferidos para a Epic Records, enquanto outro ficou com Jive enquanto se movia sob a RCA Music Group. Em outubro de 2011 a Jive Records foi dissolvida com seus artistas, e teve de ser transferida para a RCA Records.